# Bysantinska riket
Bysantinska riket är en historiografisk term för det romerska kejsardömet under medeltiden med Konstantinopel som huvudstad. Termen avser generellt den östliga fortsättningen av det romerska riket efter antiken, sedan Konstantin I/den store valt Nova Roma (som senare döptes om till Konstantinopel) till huvudstad och på så sätt flyttat rikets centralmakt från Italien till dagens Grekland och Turkiet. Det benämns även som det Östromerska riket (latin: Imperium Romanum Pars Orientalis) eller Östrom, då syftande på att kejsardömet mellan åren 286 och 480 periodvis var delat efter två kejserliga hov, det östliga med centrum i Konstantinopel och det västliga med centrum i Mediolanum och senare Ravenna.
Efter Västroms fall 476 och upplösningen av titeln "västromersk kejsare" 480 var Östrom det enda kvarvarande romerska riket och var då känt i omvärlden och av sig självt som Romerska kejsardömet (latin: Imperium Romanum, grekiska: Basileía tôn Rhōmaíōn), förkunnat av kejsaren Zeno. I traditionell europeisk historieskrivning har riket under den här tiden och framåt sedan 1500-talet generellt kallats för det Bysantinska riket eller Bysans för att skilja på antikens romerska rike och den medeltida stat som växte fram ur det. 
I det östromerska riket kom på sikt arvet från det romerska riket (statsskick, förvaltning och romersk rätt) att mer och mer förenas med grekisk kultur (vilken redan hade varit högt ansedd i antikens Rom) och till viss del hellenistiska kosmopolitismen. Under Theodosius I (r. 379–395) blev kristendomen rikets officiella statsreligion medan de hedniska kulterna förbjöds. Följden blev att många tempel och andra uttryck för de gamla religionerna förstördes. Under kejsar Herakleios (r. 610–641) ersatte grekiskan latinet som imperiets administrativa språk. 
Riket nådde sin höjdpunkt under Justinianus I (527–565) då en betydande del av de områden som hade gått förlorade för romarna i samband med Västroms upplösning på 400-talet återerövrades. På 600-talet inleddes ett långvarigt krig med sasaniderna, vilket utarmade rikets finansiella resurser, även den Justinianska pesten var en betydande anledning till rikets gradvisa minskning i makt och kontroll. Den ekonomiska nedgången öppnade i det längre perspektivet vägen för imperiets upplösning. Efter nederlaget mot seldjuker i slaget vid Manzikert år 1071 försvagades riket allvarligt och efter det fjärde korstågets plundring av Konstantinopel, som följde på erövringen av staden 1204, återhämtade sig riket aldrig helt trots att staden återtogs 1261. Dess undergång skedde slutligen med Konstantinopels fall för Osmanska riket 1453. Precis som Västroms fall 476 brukar avse slutet på antiken och början av medeltiden brukar det östromerska rikets fall 1453 ses som slutet på medeltiden och början av, eller åtminstone en stor bidragande orsak till, den europeiska renässansen.

## Etymologi

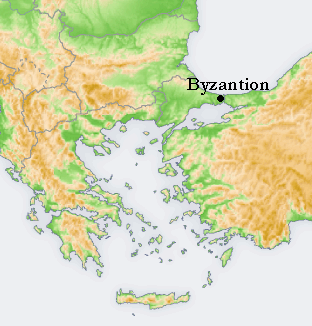
Platsen där staden Byzantion legat, en strategisk plats ur både militära och finansiella synpunkter och den plats där huvudstaden Konstantinopel kom att grundas av Konstantin den store.

Byzantion var det gamla grekiska namnet på den grekiska stad som ursprungligen legat på den plats som kom att bli platsen för den östromerska huvudstaden Konstantinopel sedan 300-talet och är ursprunget för termen "bysantinska riket". För invånarna i riket skulle "bysantinska riket" te sig främmande. 
De kallade alltid sig själva för romare även om deras kultur blev mer och mer grekisk än latinsk under sin tusenåriga historia, vilket är förklarligt genom att rikets centrum allt mer blev det som idag är Grekland på grund av de många och rika städer som existerade i området. Riket kallades generellt för "Romarriket" (Ρωμανία, Rómanía, en populär men inofficiell term) eller "Romarnas kejsardöme" (Βασιλεία Ρωμαίων, Basileía Romaíon). 
Termen "bysantinska riket" myntades 1557, det vill säga drygt ett sekel efter Konstantinopels fall, av den tyske historikern Hieronymus Wolf och populariserades senare av författare som Montesquieu. I Corpus Historiae Byzantinae introducerade Wolf en ny bysantinsk historiografi där han genom en tydlig distinktion mellan den antika romerska historien, som många ville bli associerade med, och den medeltida grekiska historien tonade ned det romerska arvet i Greklands historia. Wolfs distinktion härstammar från schismen mellan romarna och frankerna under 800-talet då Karl den store, i samförstånd med påven i Rom, ville legitimera sina maktanspråk genom att överta det romerska arvet. Den så kallade Konstantinska donationen, en av historiens mest välkända falsarier, spelade en avgörande roll i detta syfte. Därefter kallades kejsaren i Konstantinopel för "Imperator Graecorum" ("kejsare över grekerna") av många medeltida västeuropeiska riken, särskilt de belägna i Italien, Tyskland och Frankrike och titeln "Imperator Romanorum" ("kejsare över romarna") användes av den frankiske monarken. Bysantinska riket refererade man i dessa delar av världen ofta till som "Imperium Graecorum" ("grekernas kejsardöme"), "Graecia" ("grekland"), "Terra Graecorum" eller "Imperium Constantinopolitanum" ("kejsardömet Konstantinopel"), delvis på grund av att kejsardömet till överväldigande del använde grekiska som språk. 
Det är värt att nämna att medeltida stater i västeuropa fortfarande var fullt medvetna om att det "bysantinska" riket var samma stat som antikens romerska rike. Bland annat kan det nämnas att det dokument som gjordes vid utropandet av det latinska riket, Partitio terrarum imperii Romaniae, identifierar det bysantinska riket under ett av dess vanligare lokala namn, Romania ("romarnas land").
Riken belägna närmare medeltidens romerska rike, särskilt slaviska riken på Balkanhalvön och i Ryssland samt den islamiska världen, gjorde ingen skillnad på det medeltida och det antika romarriket och såg det bysantinska riket som en kontinuerlig del av det romerska riket, precis som invånarna i riket själva ansåg. Islamiska riken i dess närhet, inklusive deras fiender osmanerna, kallade det senare bysantinska riket för "Rûm".
Modern historieskrivning ser allt mer det bysantinska riket som en kontinuerlig del av det romerska kejsardömet, med starka exempel på kontinuitet såsom den kontinuerliga kontrollen av huvudstaden Konstantinopel (som varit huvudstad under Theodosius I redan innan rikets delning in i två administrativa regioner) samt den i princip obrutna och kontinuerliga linjen av romerska kejsare sedan 395.

## Den östromerska identiteten
Bysans kan definieras som ett multietniskt imperium som uppstod som ett kristet kejsardöme för att snart omfatta det östra helleniserade romerska riket och som slutade sin tusenåriga historia 1453 som en grekisk-ortodox stat: Ett imperium som blev en nation, nästan i ordets moderna mening.1 Efter 1453 uppbars den bysantinska traditionen av den ortodoxa kyrkans patriark av Konstantinopel och tillfälligt diverse mindre riken, bland annat Kejsardömet Trabzon, som levde kvar i några få år innan de också blev övertagna av osmanerna.
Under de sekel som följde de arabiska och langobardiska invasionerna på 600-talet behöll riket sin multietniska (om än inte sin multinationella) karaktär även om den stora majoriteten i rikets centrum på Balkan och i Mindre Asien var romersk. Etniska minoriteter och betydande icke-ortodoxa kristna samhällen existerade vid rikets gränser, varav det kristna armeniska var det största.
Bysantinarna kallade sig själva för "romare" (Ρωμαίοι, Rhomaioi). De utvecklade en stark nationalism och kallade sitt rike för romerskt (Ρωμανία, Romania). Denna nationalism tog sig i den bysantinska litteraturen uttryck i hjältedikter, i synnerhet i eposet Digenis Akritas, där gränskrigare (ακρίτες) hyllades för sin kamp mot rikets angripare. Efter rikets upplösning på 1400-talet fortlevde denna nationalism och befolkningen fortsatte att identifiera sig som romare.

## Historia

### Bakgrund
Genom Caracallas dekret 212, Constitutio Antoniniana, erhöll alla fria män i det romerska riket romerskt medborgarskap och fick samma juridiska status som invånarna i Rom. Förordningen ledde inte till några stora politiska omvälvningar men kom att få stor historisk betydelse då den lade grunden för den integrationsprocess där statens ekonomiska och juridiska system i Italien kom att tillämpas över hela Medelhavet, liksom man tidigare utökat dess jurisdiktion från Latium till hela Italien. Hela riket integrerades dock inte i samma omfattning. Förordningen kom att favorisera redan väl integrerade delar av riket, som till exempel Grekland, på bekostnad av de provinser som var för fattiga eller för kulturellt avlägsna, som Storbritannien, Palestina och Egypten.

### Tetrarkin

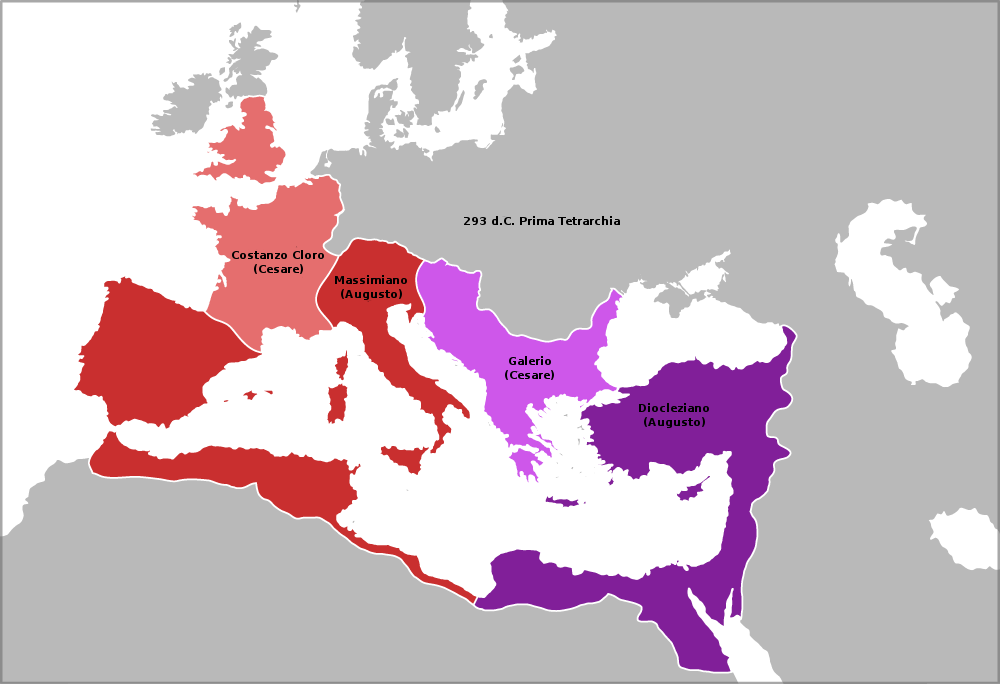
Tetrarkin under Diocletianus. De delar som härskas över av den östliga kejsaren och dennes Caesar (i tetrarkin en titel som är under den kejserliga titeln Augustus) i lila.

Tetrarkin var det regeringssystem som skapades av den romerske kejsaren Diocletianus efter den romerska krisen på 200-talet, en period av inbördeskrig och politisk instabilitet som nästan innebar slutet för romarriket. Diocletianus ansåg att romarriket hade växt för stort för att effektivt kunna kontrolleras av en enda central regering med en kejsare. Särskilt nyheter och transport kunde vara problem då det kunde ta lång tid (för lång tid i vissa fall) för nyheter om t.ex. en attack att nå huvudstaden. Att istället dela upp kejsardömet i mindre administrativa enheter under egna kejsare, men ändå som del av ett och samma rike, genomfördes av Diocletianus 285 och fullbordades med Maximianus tillträde som Augustus över de västliga provinserna. Diocletianus kvarstod som kejsare över Östrom, som mer och mer blev rikets huvudsakliga del på grund av dess strategiska läge vid handelsvägar (vilket gjorde Östrom betydligt rikare än Västrom) och dess högre grad av urbanisering. Den östra delen av rikets första huvudstad var under tetrarkin Nikomedia.
"Västromerska riket" och "Östromerska riket" är mer eller mindre moderna termer för två stater som var de facto självständiga, det fanns egentligen ingen punkt då romarna själva såg kejsardömet som indelat i två separata stater, snarare en enda stat som regerades över av två kejsare på grund av nödvändighet (mer än en kejsare åt gången var inte ett okänt koncept i romarriket).
Tetrarkin kom att upplösas av Konstantin den store när denne tog kontroll över hela romarriket. Konstantin grundade staden "Nova Roma", senare kallad Konstantinopel (Κωνσταντινούπολις, Constantinoúpolis), på samma plats som den grekiska staden Byzantion tidigare legat, som senare blev huvudstaden för hela det romerska kejsardömet. Dagens Grekland och Anatolien blev allt mer romarrikets kärna.
Riket delades återigen efter Konstantins död, bara för att senare återförenas. En sådan process genomgicks ett par gånger, med kejsare som tog och förlorade makten, innan den slutgiltiga delningen 395. Under de perioder då riket var enat kvarstod Konstantinopel som huvudstad.

### Den slutliga delningen

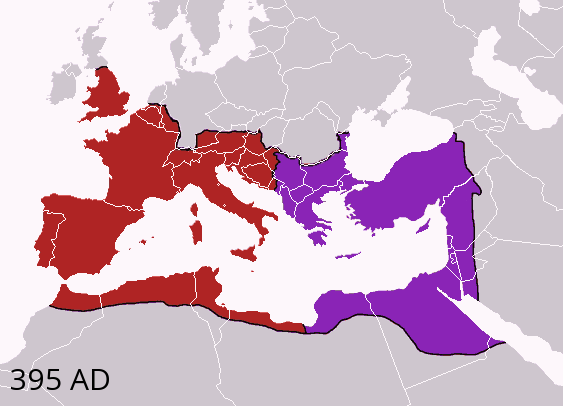
Romarrikets delning 395 vid Theodosius I:s död. Gränserna är illustrerade ovanpå moderna länders gränser.

Kejsaren Theodosius I var den siste romerske kejsare som regerade över båda rikshalvorna. Efter att ha besegrat den Västromerske kejsaren Eugenius år 394 hade han kontroll över både Väst och Öst mycket kort till sin död 395, varpå hans två söner ärvde varsin hälft. Den yngre sonen Honorius ärvde Västrom och den äldre sonen Arcadius ärvde Östrom. Båda var fortfarande minderåriga och inte kapabla att regera effektivt över kejsardömet och andra regenter tog hand om rikenas politik fram till att de blivit gamla nog. Honorius placerades under Flavius Stilicho och Rufinus blev regent för Arcadius. Dessa två var bittra rivaler och deras oförmåga att komma överens utnyttjades av den visigotiska ledaren Alarik I som gjorde uppror efter Theodosius I:s död. Ingen av de två regenterna kunde få upp tillräckligt starka styrkor för att besegra Alarik och båda försökte använda honom mot den andra halvan av riket. Alarik försökte själv etablera ett eget territorium, men lyckades aldrig.
Stilicho försökte försvara Italien och drog tillbaks trupper från fronten vid floden Rhen, vilket lät germaner, bland annat vandalerna, alanerna och sveberna, att invadera i stora antal. Stilicho hade blivit relativt impopulär och mördades 408. Samtidigt som Östrom började en långsam återhämtning och befästning började Västrom kollapsa helt och hållet.

### Tidig historia

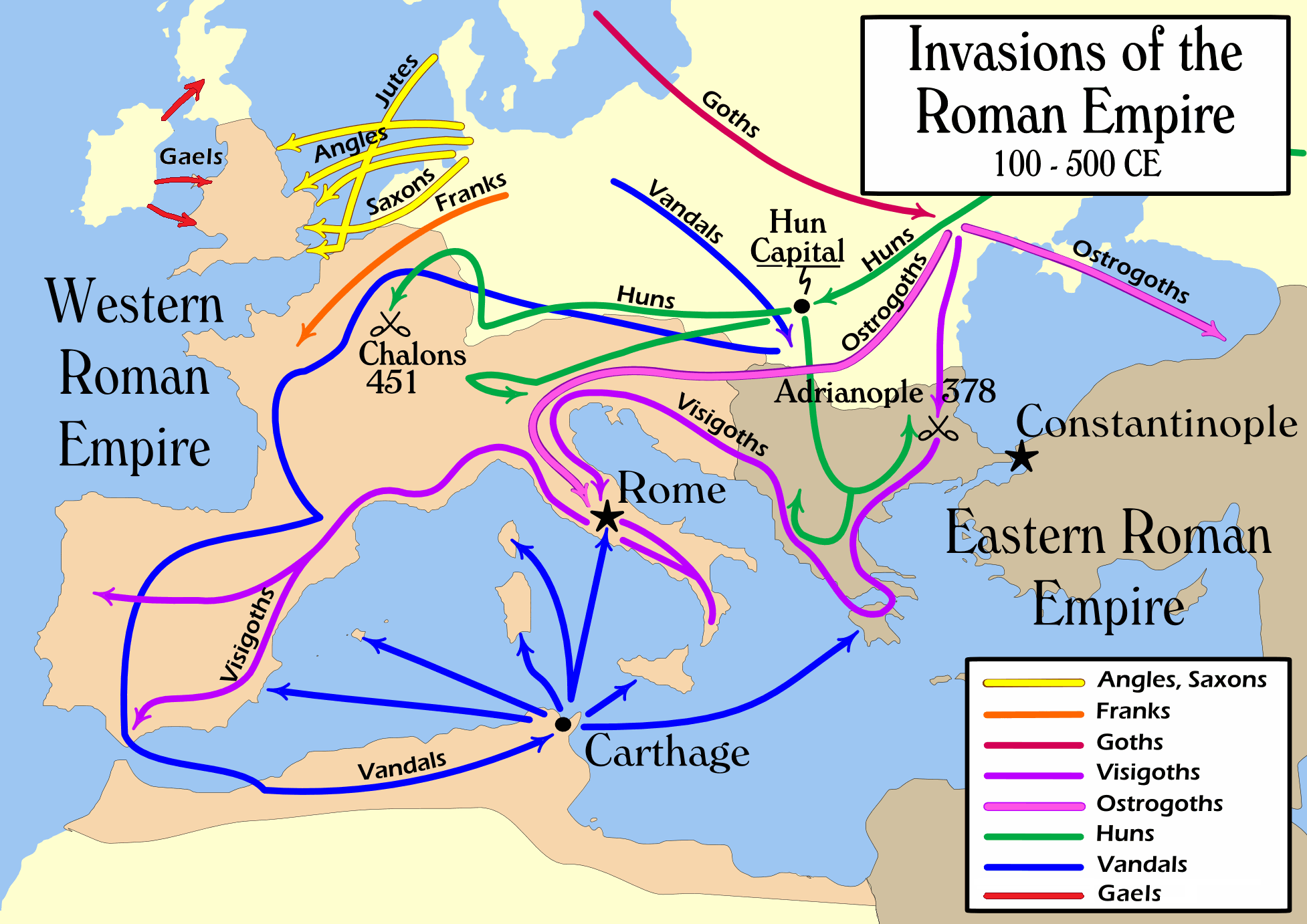
En karta över de "barbariska invasionerna" av romarriket mellan åren 100 och 500.

Östrom undgick de förödande invasionerna som Västrom genomled under 200- och 300-talen. Antikens urbana kultur var starkare i öst och kunde bättre stå emot de invaderande stammarna som dessutom attraherades mer av Roms rikedomar. Under 400-talet erövrades de västra delarna vid flera tillfällen medan den östra halvan bara vid något tillfälle tvingades avge tribut. Då Theodosius I delade Romarriket hade han satt sin minderårige son Arcadius som kejsare i Östrom. Till medhjälpare hade han utsett Rufinus, som dock redan 395 mördades på den västromerske statsmannen Stilichos anstiftan. I stället kom det bysantinska riket att styras av ett kammarherre-envälde lett av eunucken Eutropius. Ett sådant kammarherrestyre kom senare att bli kännetecknande för Bysantinska riket. Eutropius störtades dock genom ett gotiskt uppror. Alarik I plundrade Balkanhalvön men förmåddes att dra in i Italien. De eftaliotiska hunnerna som hade trängt in i Mindre Asien drevs tillbaka genom Kaukasuspassen. Under Arcadius son Theodosius II:s minderårighet styrdes riket med framgång av Anthemius som lät förbättra Konstantinopels murar med "Anthemius mur" och gjorde staden ointaglig för inkräktarna. Efter Anthemius utövade Theodosius syster Pulcheria som 414 upphöjts till Augusta stort inflytande över den svage brodern. I Konstantinopel grundades 425 ett universitet, en kristen motsvarighet till Alexandrias museum och Atens akademi. Under senare delen av Theodosius regeringstid fördes styrelsen av eunucken Chrysafius. Med tributer lyckades man rädda riket från Attilas plundringar.
Perioden präglas i övrigt av kyrkliga strider mellan Alexandria och Konstantinopel om den kyrkliga ledningen i Orienten. Öst- och Västrom samarbetade ännu under denna period, bland annat i gemensam kamp mot Geiserik och vandalerna, och i fråga om publiceringen av Codex Theodosianus, en lagsamling.

Västrom (blått) och Östrom (rött) 476.

Genom giftermål med Pulcheria legitimerade sig Marcianus som medlem av dynastin. Denne som var en energisk och skicklig styresman, satte finanserna i gott stånd. Vid denna tid blev den tidigare politiska striden mellan Konstantinopel och Alexandria även dogmatisk. Alexandria präglades av religiösa upplopp. Konstantinopels patriark Nestorius, som bestred Jungfru Marias gudomlighet, blev fördriven. För en tid framöver fungerade Alexandrias patriark som en slags orientalisk påve. För att bryta hans makt förmådde Marcianus påven Leo I att 451 sammankalla konciliet i Chalkedon som blev vägledande för den katolska kyrkan. Det ledde dock till att monofysiterna i Egypten och Syrien kom att hamna i ett spänt förhållande till Östromerska rikets "ortodoxa" riksdelar.

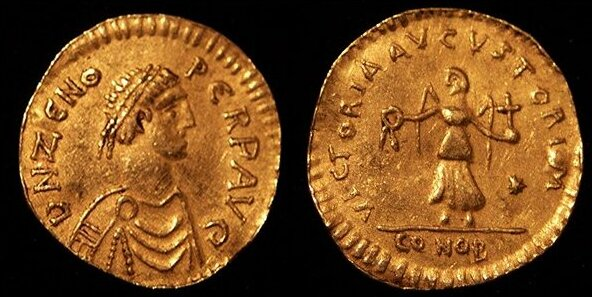
Tremissis avbildande kejsaren Zeno.

Efter Marcianus död kom Aspar, rikets mäktigaste man att göra Leo I till kejsare. För att få en motvikt till de mäktiga legotrupperna av germansk, alansk och hunnisk härkomst inkallade han isaurierna från Mindre Asien. En av dessas härförare giftes under namnet Zeno med kejsarens dotter och biträdde Leo i kampen mot Aspars släkt, som 471 utrotades. Zeno var därefter allenarådande och blev efter Leos död kejsare 471-491, med stöd av isaurierna. Under Leos tid hade Väst- och Östrom för sista gången samverkat då de 468 gemensamt men utan framgång fört krig mot vandalerna. Kort därefter inträffade 476 det västromerska rikets fall. Kejsaren Julius Nepos, tidigare avsatt till förmån av Västroms sista kejsare Romulus Augustulus accepterades som kejsare av Zeno och regerade av ren formalitet som "västromersk kejsare" fram till sin död 480. Efter Nepos död  fanns det i princip ingen romersk kontroll kvar över de områden som lagligen skulle omhändertas av den västliga kejsaren och Zeno, som insåg att romersk kontroll inte fanns kvar ens i Italien, förkunnade att det Västromerska riket var över och utnämnde sig själv som den enda romerska kejsaren. Han erkände även germanen Odovakar som "kung av Italien". 
Italien ställdes formellt under kejsaren i Konstantinopel men blev i själva verket ett i princip fullständigt självständigt rike under Odovakar. Ostrogoterna, som efter Attilas död återfått sin frihet, strömmade nu över Donau för att få odlingsbart land. Under Theoderik Strabo och Theoderik amalern härjade de från 471 i år efter år på Balkanhalvön, ibland i förbund med varandra och ibland i krig. Kejsar Zeno tog dem båda växelvis i sin tjänst och försökte spela ut dem mot varandra. Sedan Teoderik Strabo stupat lyckades skicklig diplomati från bysantinsk sida förmå Teoderik att föra sitt folk till Italien 487, där han bildade ett mäktigt rike, som nominellt erkände kejsarens överhöghet och betalade tribut.
Under Anastasios I:s regeringstid 491–518 tvingades Bysantinska riket att försvara sig mot det turkotatariska bulgarerna, som över Donau bröt in i riket. 502–505 utkämpades ett grymt krig om perserkungen Kavadh I, varigenom Eufratprovinserna grymt ödelades. Kejsaren fördrev isaurierna, som orsakade etniska konflikter i landet. Tack vare god hushållning kunde Anastasios sänka skatterna och efterlämna en välfylld statskassa. Hans inflytelserika medhjälpare Marinus genomförde välbehövliga reformer i skatteuppbörd och förvaltning. Kejsarens sparsamhet och stränga styre väckte dock missnöje i landet, vartill även kom religiösa konflikter. Med hänsyn till de östliga provinsernas ökade betydelse, särskilt efter västromerska rikets fall, hade Zeno genom Henotikon (482) försökt medla i de religiösa striderna, men motsättningen kvarstod. Folkets missnöje med styret i allmänhet och Anastasios tillgivenhet för monofysiterna, ledde till vilda strider mellan de gröna och de blå på Hippodromen i Konstantinopel. Då kejsaren öppet övergick till monofysiterna utbröt ett våldsamt militäruppror i Trakien, vilket endast med svårighet kunde kuvas.

Karta över Belisarius återerövring av Italien under kejsare Justinianus I:s regeringstid.

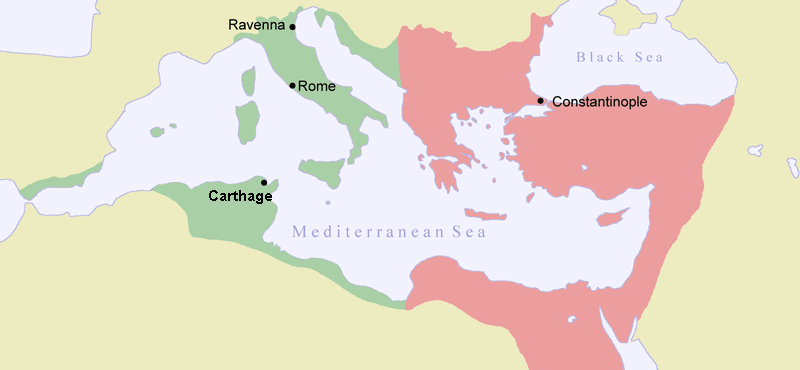
Karta över det romerska rike som Justinianus I ursprungligen härskade över (rött) samt de återerövringar som skedde under hans regeringstid (i grönt).

Justinus I dynasti medförde en omläggning av den bysantinska politiken. I det inre genomfördes absolutismen även inom kyrkan. Utåt åsyftades ytterst att återställa de forna gränserna av Imperium romanum under en "renovato imperii" (restaurering av kejsardömet). Därför riktades huvud intresset åt väster. Främste målsmannen för denna politik var redan under Justinus styre systersonen Justinianus. Hans hustru Theodora kom att spela en större roll än någon annan bysantinsk Augusta. Genom att upphäva Henotikon och återanknyta till Konciliet i Chalkedon förberedde man 518 för ett närmande till Västrom. Persien försökte tränga fram mot Svarta havet och förde under Justinus krig mot Bysantinska riket. För att få fria händer för sina planer åt väster utverkade Justinianus, nu kejsare, fred 532. Då kejsaren bestraffade våldsgärningar, begångna av partier från Hippodromen utbröt Nikaupproret samma år, varvid många av Konstantinopels främsta byggnader förstördes. Kejsaren lät återuppföra dessa med slösande prakt, främst Hagia Sofia som blev den bysantinska konstens främsta skapelse. För att lägga en fast juridisk grundval för det världsvälde Justinianus avsåg att återställa, samlades och bearbetades den romerska rätten i ett enastående lagstiftningsverk, Corpus Juris Civilis. 528 förbjöd Justinianus filosofin och därmed även flera andra vetenskaper, stängde gymnasierna i Aten, vilket fick till följd att flera av Europas då största tänkare tog sin tillflyktsort till Gundishapurakademin i det sasanidiska Iran som därigenom förde den västerländska eller hellenistiska traditionen vidare. 
Kejsaren kom att utnyttja motsättningen mellan de olika germanska folken och den romerska befolkningens fiendskap mot "barbarerna". Det första angreppet gällde vandalerna. De besegrades 533 av Belisarius som därefter vände sig mot ostrogoternas rike i Italien och trots motgångar 540 lyckades erövrade deras huvudstad Ravenna. Deras kung Vitiges fördes till Konstantinopel. Kejsaren stod nu på höjdpunkten av sin makt. Men rikets ekonomi var hårt ansträngd, och bland folket rådde missnöje, inte minst på grund av blodiga religionsförföljelser, vilka Justinianus lät anställa mot monofysiter. Även den våldsamma pestepidemi som bröt ut 542 försvagade rikets försvarsförmåga och skattekraft. Därför kunde det andra kriget mot Persien 540-545 inte föras med större kraft. Goterna återerövrade under Totila en stor del av Italien. Kejsaren måste tvinga fram ett avgörande. En stor här under Narses ryckte fram mot Rom och slog i två slag goterna. Totila sårades dödligt 552. Därefter styrde Narses som exark med stor klokhet Italien. Ravenna, det forna Västromerska rikets huvudstad, smyckades med utsökta byggnadsverk. Även på Spaniens kust underlade kejsaren sig besittningar. Justinianus sista år var upptagna med krig på annat håll, ett tredje krig med perserna avslutades 562. Genom detta krig förhindrades dessas framträngande till Svarta havet. Förutom de slaviska och bulgariska stammar som fortfarande hotade riket, framträngde ett hunniskt folk, kotrigurerna över Donau och förödde 558-599 stora delar av Balkanhalvön men drevs tillbaka. Utan tvivel hade de stora krigen överansträngt riket, och det var ett i det inre mycket försvagat rike som den 80-årige kejsaren lämnade efter sig vid sin död.
De närmast följande kejsarna, Justinus II (565–578), en systerson till Justinianus, Tiberios II (578–582) och Maurikios (582–602) hade till främsta uppgift att värna de tidigare erövringarna. Langobarderna ryckte 568 in i Italien, erövrade och behöll bland annat Poslätten (Lombardiet). Donaufronten genombröts 581. Därefter förhärjades år från år Balkanhalvöns norra provinser av slaver, avarer och bulgarer, och en kraftig inflyttning av slaviska folk ägde rum. Krig med Persien pågick nästan ständigt, där den förste större fältherren bland de bysantinska kejsarna Maurikios genom inre stridigheter i Persien slutligen lyckades vinna stora framgångar. Efter betydande segrar mot fienderna vid Donau störtades slutligen Maurikios genom ett myteri, framkallat av hans sparsamhet och hårda disciplin. I hans ställe blev Fokas (602–610) kejsare. Under hans regering trängde perserna under Khusrov II fram mot Bosporen och avarerna från västsidan belägrade Konstantinopel. Ett uppror i Afrika förde Herakleios (610–641) till positionen som kejsare. Troget understödd av patriarken Sergius I av Konstantinopel reorganiserade han riket och armén. I fyra väldiga krigståg krossade han de Persiska arméerna 622–627. Även avarerna besegrades, men försöken att skapa enighet inom kyrkan genom jämkningar mellan Chalkedonska konciliets teser och monofysiterna misslyckades, vilket ledde till nationalistiska självständighetssträvanden i Egypten och Syrien.
Araberna, som just enats genom uppkomsten av islam, gjorde då sitt oväntade intåg i historien och tog ett utmattat Bysans på sängen. Redan 634 kastade sig arabiska arméer in i riket från söder och sydost. Genom segern i slaget vid Jarmak 636 erövrade de Syrien, 637 föll Jerusalem och åren därefter erövrades Egypten. Motståndet var svag och befolkningen i regionerna lockades av arabernas löften om skattelindringar och religionsfrihet. Under Konstans II (641–668) ryckte kalifens härar in i Afrika även där på grund av religiös och politisk splittring mött av litet motstånd. Erövringen av Armenien och Eufratländerna började. Från Syrien plundrade Muawiya I:s flottor Medelhavet. Men kejsaren lyckades återupprätta den bysantinska flottan och tvingade Muawiya till fred. Han lyckades även hävda sin makt över kyrkan gentemot påven. Under Konstantin IV (668–685) angrep araberna Sicilien och belägrade flera år Konstantinopel. Dock började deras första hänförelse avta, och många önskade för handelns skulle grannsämja med Bysantinska riket. Muawiya tvingades 678 till fred och dryga tributbetalningar. En ny, fruktansvärd fiende till Bysans uppstod då bulgarerna söder om Donau grundade ett rike.

### Hellenisering
Det riket förlorade i omfattning vann det dock i enhetlighet. Redan Herakleios helleniserade slutligen riket genom att under den senare delen av 500-talet göra grekiska till officiellt språk. Latin slutade användas officiellt och den romerska titeln augustus ersattes av den grekiska basileus (Βασιλεύς, "kung/kejsare"). Denna utveckling anser vissa historiker så grundläggande för det bysantinska rikets brytning med sitt romerska förflutna att Herakleios regeringstid brukar få tjänstgöra som den tidpunkt då östromerska riket blev bysantinskt. Distinktionen mellan bysantinskt och romerskt ses dock oftast inte som särskilt stark och rätt luddig. Grekiskan hade redan i den antika romerska republiken varit ett språk utövat av överklassen och haft en stor betydelse. Att göra det till rikets officiella språk gjordes av logiska skäl då rikets huvudsakliga kärna var mer grekisktalande än latintalande. Vid denna tid hade också den kristendom som utövades i riket fjärmat sig från kristendomen i de forna västliga utposterna. Den arabiska erövringen av de sydliga bysantinska provinserna, där monofysitism fortfarande utövades, förstärkte den östligt ortodoxa kyrkan i resten av riket.
Befriad från hänsyn till monofysiterna i Syrien och Egypten kunde Konstantin IV återställa den kyrkliga ortodoxin genom 6:e ekumeniska mötet 680. Konstantins son Justinianus II, den siste av Herakleios ätt, kämpade framgångsrikt mot araberna men störtades på grund av sitt tyranniska styre. Med stöd av bulgarerna återtog han 705 tronen men blev efter ett blodigt skräckregemente 711 mördad. Efter detta följde några år av anarki och förvirring. Bulgarerna trängde fram mot Konstantinopel och kalifen Suleiman ibn Abd al-Malik förberedde sig för ett anfall mot Bysantinska riket.

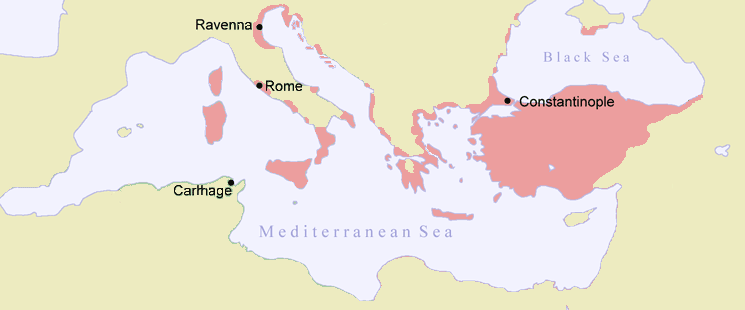
Det bysantinska riket vid Leo III:s tillträde som kejsare. Rom och Ravenna, de i alla fall symboliskt viktigaste städerna i Italien, regerades fortfarande över av det romerska/bysantinska riket.

Det blev den förste kejsaren ur den isauriska dynastin Leo III (717–740) som räddade landet ur dess nöd. Från augusti 717 till augusti 718 omringades Konstantinopel av en väldig arabisk här från lands och från sjösidan. Kejsarens överlägsna ledning, lojaliteten hos trupperna och inte minst grekiska elden räddade staden, och efter stora förluster. Efter detta genomgick landet en kraftig inre förnyelse. Försvaret förbättrades genom fullföljandet av den redan tidigare påbörjade provinsindelningen, det så kallade themasystemet. Genom Ekloga, en omarbetning av Corpus juris på grekiska fick landet en för de nya förhållandena passande lagstiftning i kristen anda. En våldsam strid, som från en motsättning i fråga om kultbruk utvecklade sig till en kamp mellan stat och kyrka, vilken under hundra år kom att skaka landet. Leo III förbjöd 726 ikonerna vilket, ifrågasattes av såväl påven som bysantinska teologer, ledde till en revolt inom riket. Leos son Konstantin V (740–775) fortsatte faderns nydaningsarbete. Han skaffade sig genom kyrkomötet i Hiereia 753 stöd för sin bildfientliga politik. För att stärka rikets ekonomi bekämpade han kyrkans skattefrihet och försökte tillintetgöra klosterväsendet. Samtidigt kämpade han framgångsrikt mot Abbasidkalifatet i Bagdad, vilket nu var försvagat av inre strider. I stora fälttåg besegrade han slaver och bulgarer på Balkanhalvön. Under tiden hade dock kejsaren fått svårt att upprätthålla sitt välde i Italien.
Bildstriden hade ökat avståndet mellan västerlandets kyrkor och Bysans. För att bli fri från kejsarens förmynderskap vände sig påven till Pippin den lille, frankernas härskare, med anhållan om stöd mot langobarderna. Pippin besegrade dem och skänkte av till dem förlorade bysantinska besittningar Kyrkostaten till påven 754. Då kejsarens försök att återta det förlorade misslyckades, var Bysans makt i väster inskränkt till Sicilien och Syditalien. Efter Konstantins son Leo IV (780–797) följde dennes änka Irene som förmyndare för sin son Konstantin VI (780–797). På andra konciliet i Nicaea 787 återinfördes på Irenes initiativ bilderna. Irene lät 797 avsätta sin son och bestig själv tronen. Kort därefter, 800 förmådde påven Karl den store att hylla sig som romersk kejsare, en titel som användes mer för att underminera det bysantinska rikets influens på Västeuropa och skapa någon form av enhetlig västlig kristen stat än att försöka hävda sig legitimt som en kejsare av samma rike som Augustus grundade 27 f.Kr. Samtidigt fördes hårda strider mot Bagdads kalif, Harun al-Rashid. Irene tvingades avsäga sig tronen till förmån för Nikeforos I (802–811), vilken återställde rikets förstörda finanser och respekten för kejsarmakten. Mot hans ingrepp på kyrkans område fördes en häftig strid av Stoudiosklostrets hegumen Theodoros Stoudites. Under Leo V (813-820), grundläggaren av den amoriska (frygiska) dynastin, började den andra bildstriden. Nu gällde konflikten även kyrkans ställning till staten. Leo mördades av Mikael II (820–829) som tvingade Theodoros Stoudites i landsflykt och Stoudiosklostret att bryta sina kontakter med Rom. Saracenerna i Egypten erövrade Kreta där de upprättade en sjörövarstat, som länge kom att plåga Egeiska havets övar och kuster. Fatamiderna i Afrika började erövringen av Sicilien. Mikaels son Teofilos kämpade med växlande framgång mot Abbasidkalifatet i Bagdad. Vid denna tid började dock ett fruktbart kulturellt utbyte mellan staterna att äga rum, och inom vetenskap och konst kunde man nu börja ana en gryning efter "de mörka århundradena".
Med slaver och varjager som nu visade sig vid Svarta havets norra kust knöts handelsförbinder. Förföljelserna av ikonodulerna mötte efter hand så starkt motstånd att förmyndarstyrelsen för Theofilos son Mikael III (842–867) 843 genom kyrkomötet i Konstantinopel lät återställa ortodoxin. Kyrkan måste i världsliga frågor erkänna statens överhöghet, men kejsarens rätt att lagstifta i andliga frågor underkändes. I spetsen för styrelsen trädde efterhand kejsarens morbror Bardas, en hänsynslös man med utomordentliga regentegenskaper. Han bekämpade kraftigt det sönderfallande kalifatets emirer, men till sjöss var bysantinarna ännu underlägsna saracenernas rövarflottor. Ruser angrep 860 Konstantinopel från sjösidan men slogs tillbaka. Under dessa tider började kyrkan aktivt missionera bland slaverna som kristnades både inom och utom riket. Samtidigt övergick även bulgarerna till kristendomen. Genom detta öppnades i strid med Rom och västerlandet stora områden för bysantinskt inflytande. För den vetenskapliga odlingen sörjde Bardas genom att upprätta universitetet i Konstantinopel. Den uppblomstrande kulturens mest låsande namn var Fotios I av Konstantinopel, som Bardas insatte som patriark i stället för Ignatius av Konstantinopel, med vilken han kommit i strid. Påven protesterade mot det egenmäktiga förfarandet. Men då man var förbittrad över de samtidiga försöken att knyta bulgarerna till Rom, lyckades det Fotios att göra sin egen kamp för patriarkatet till en bysantinsk nationalsak. Den urgamla, under sista tiderna alltmer skärpta motsättningen mellan Öster- och Västerland kulminerade i en faktiskt brytning: de båda kristna kyrkorna förklarade varandra schismatiska.
För att bekämpa Bardas överlämnade kejsar Mikael makten åt sin geniale gunstling Basileios som mördade Bardas och kort därefter kejsaren för att själv uppstiga på tronen.

### Storhetstiden

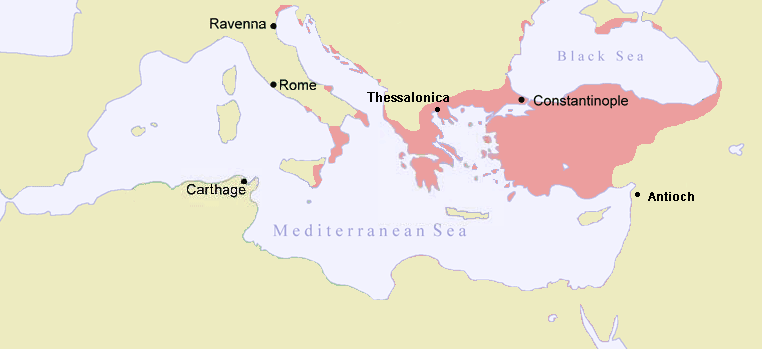
Det bysantinska riket år 867, vid Basileios I:s tillträde som kejsare.

Genom Basileios I (867-886) kom den makedoniska dynastin som innehade makten till 1057 på tronen. Under denna period nådde riket sin största maktställning. I det yttre betecknades denna period fram till 1025 av nästan oavbrutna erövringar. I det inre utkämpades en ständig strid mellan kejsarmakten och storgodsägarna, som på bekostnad av folket frihet utvecklade sig till en mäktig feodalklass, vilken slutligen hotade riket med upplösning. Missionsarbetet fortsattes och de återstående sydslavisk folken kristnades och lite senare ryssarna. Med armeniernas nybildade rike och med dess vasallstater knöts nära förbindelser. Så vidgades det bysantinska inflytandet kulturellt och politiskt. Basileios avvecklade klokt striden med påven. Bulgariska kyrkan anslöts till den ortodoxa. Under honom och hans efterträdare Leo IV (886-912) ersattes Leo III:s Ekloga genom Procheiron, som sedan gällde till rikets undergång. I Basilika sammanfattades vad som ännu hade gällande kraft av Corpus juris; dessa nya lagverk var avfattade på grekiska. Fruktansvärda strider utkämpades mot bulgarernas tsar Simeon I av Bulgarien som bildat ett storbulgariskt rike.
Under Leos son Konstantin VII fördes styrelsen under lång tid med kraft och framgång av Romanos Lakapenos, som 919–944 var medkejsare. Han besegrade bulgarerna som fick sitt eget patriarkat i Preslav, senare flyttat till Okrida. Under Karkuas, som många andra av tidens stora bysantiner armenier började Bysans stora segertåg mot muslimerna. Ruserna och slaverna från Kiev slogs tillbaka. Stödd på den mäktiga militärfamiljen Fokas tog Konstantin 945 ensam makten i riket. Konstantin VII:s huvudsakliga intresse var ägnat åt litterära studier. Som regent tilltalades han mest av sina representativa uppgifter och mottog efter noggrant ceremoniel och bländande prakt utländska beskickningar. Hans svaga styrelse lämnade vid hovet rum för intriger, särskilt sedan hans son Romanos ingått giftermål med Teofano.
Romanos II (959–963) överlämnade styrelsen åt Josef Bringas, en klok och driven statsman. Kejsaren efterlämnade fyra barn; de båda kejsarna Basileios och Konstantin, samt Theofano gift med kejsar Otto II och Anna senare gift med Vladimir I av Kiev. För att skydda sina söners rätt gifte sig Teofano med fältherren Nikeforos Fokas. Sedan den bysantinska flottan genom Bringas' insatser blivit överlägsen saracenernas, hade Fokas 960 erövrat Kreta och stod nu efter stora segrar över muslimerna på Sicilien. Han tågade mot Konstantinopel och utropades 963 till kejsare. Såväl Nikeforos Fokas (963–969) och hans efterträdare Johannes I Tzimiskes (969–976) hade dock avlagt ed att skydda de unga kejsarnas rätt, och då Basileios II (976–1025) uppnått myndig ålder besteg han tronen. Under denna tid expanderade riket betydligt. Fokas lade under sig Cypern. Hans mål var att krossa islam i Asien. I väldiga fälttåg trängde han år från år öster och sydost och erövrade Antiokia. Tzimiskes drog som senare tiders korsfarare ut för att befria de heliga länderna. De inför faran åter samarbetande muslimerna besegrades, och Bysans härar trängde fram mot Jerusalem. Basileios vände sig mot norr och satte sig i besittning av Armenien och tvingade grannländerna ända upp till Kaukasus i beroende av Bysans.

Det bysantiska riket år 1025, vid kejsaren Basileios II:s död.

Även bulgarerna besegrades i långa blodiga strider av Basileios II, "bulgardödaren". Han krossade även sydslavernas statsbildningar och lade hela Balkanhalvön söder om Donau till sitt rike. För att underhålla arméerna hade Fokas offrat alla hänsyn. Omstörtande lagar mot kyrkan och klosterväsendet, mot storgodsen och den fria handeln beredde vägen för ett obegränsat militärstyre. Genom en komplott av Teofano och hennes älskare Johannes Tzimiskes mördades Fokas. Efterträdaren upphävde hans kyrkolagar. Efter Basileios II:s tronbestigning fortsatte oroligheterna, och ett farligt uppror lyckade kejsaren slå ned endast med stöd av storfursten Vladimir av Kiev och varjagerna. Vladimir fick prinsessan Anna till hustru och lät kristna sig. I Italien hade Basileios genom diplomatiska förhandlingar och giftermålspolitik försökt stärka sitt inflytande. Det stora krigsföretag i Italien som Basileios planerade för att återvinna rikets besittningar där avbröts genom hans död.
Efter Konstantin VIII (1025–1028) följde för den bysantinska kejsarmakten en svaghetsperiod, under vilken ett civilt ämbetsmannaparti tog makten. Till sin natur militärfientligt, minskade det rikets försvar för att motverka den krigiska feodaladeln. Av samma anledning använde man huvudsakligen utländska legosoldater, bland annat Väringagardet. Erövringarnas tid var nu förbi, men Georgios Maniakes strid fram till 1043 med skicklighet på Sicilien, och man hade även framgångar i Asien. Vid samma tid dök normanderna upp i Syditalien och på Sicilien, petjenegerna vid Donau och seldjukerna vid Armeniens gränser. Den ortodoxa kyrkans hänsynslöshet hade förbittrat bulgarerna och bland armenierna skapat missnöje som försvagade deras motstånd mot Seldjukerna. Inom kyrkan framträdde strävan efter världslig makt.
Under Konstantin IX Monomachos (1042–1053) sökte patriarken Michael Cerularius tvinga kejsaren att underkasta sig kyrkans makt. Mot kejsarens önskan framkallades därigenom den formella och oåterkalleliga stora schismen mellan romersk-katolska och den östligt ortodoxa kyrkan. De båda bannlyste varandra ömsesidigt 1054. Schismen blev ödesdiger då den kom i en tid då Bysans som bäst behövde stöd från väster.

### Den komneniska dynastin och korstågen

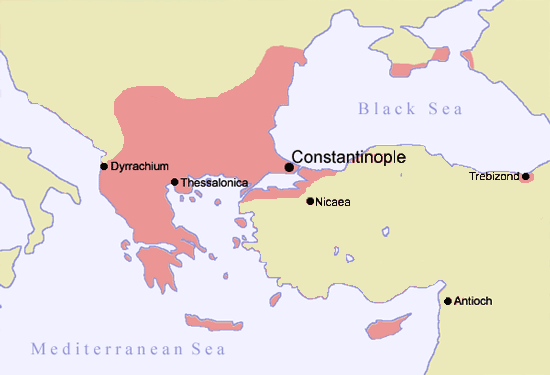
Det bysantinska riket vid Alexios I:s tillträde som kejsare 1081.

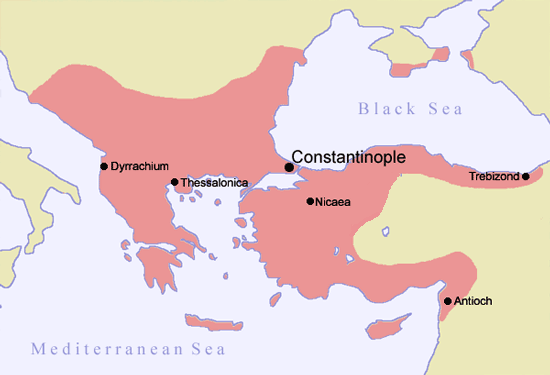
Det bysantinska riket 1180.

Feodaladeln uppsatte nu Isak I Komnenos på tronen. Efter ett rastlöst reformarbete överlät denne kronan åt Konstantin X Dukas (1059–1067). Ämbetsmannapartiet kom nu åter till makten. Samtidigt trängde dock seldjukerna in i Armenien, medan petjeneger och magyarer härjade i Donauländerna. Romanos IV Diogenes (1067–1071) försökte modigt stoppa Seldjukerna men led det svåra nederlaget i slaget vid Manzikert 1071 varigenom Bysans motståndskraft bröts. Större delen av Asien gick förlorat och resterna av de bysantinska besittningarna i Italien erövrades av normanderna. Efter några år av inre strider då normanderna under Robert Guiscard förde striderna till Balkan, steg Alexios I upp på tronen 1081. Han övertog ett rike i kaos. Större delen av Mindre Asien bildade ett seldjukiskt rike, Rum, under sultanen i Ikonion, endast en kuststräcka söder om Svarta havet lydde under kejsaren. Petjenegerna stod i Adrianopel, ungrarna härjade i Balkanprovinserna. Robert Guiscard riktade ett farligt angrepp mot Konstantinopel. Efter en mångårig kamp besegrades han dock av Alexios, som även tillfogade petjenegerna ett förkrossande nederlag och i Asien förbättrade sin ställning genom Seldjukernas oenighet. Han reorganiserade armén och återställde ordning i det inre. Då kom som en obehaglig överraskning det första korståget 1096–1099. Kejsaren som i första hand var intresserad av att skydda sitt land, särskilt huvudstaden för plundring av de odisciplinerade trupperna, understödde korsfararna med livsmedel och förde dem över till Asien. Han försökte få betalt för sina uppoffringar genom att avfordra dem länsed och förplikta dem att överlämna eventuella erövringar till bysantinska riket. Under korstågshärens framryckning överlämnade även några viktiga orter till Bysans. I strid med fördraget bildades dock självständiga "frankiska" furstendömen, främst av Bohemund I av Antiokia. Alexios besegrade Bohemund i ett krig och tvingade honom att avlägga länsed för sitt furstendöme och sköt därmed fram sitt rikes gräns längs sydkusten av Mindre Asien till Kilikien.
Alexios son Johannes II Komnenos (1118–1143) understöddes troget av sin ungdomsvän den statskloke turken Axuk. Han var en framstående militär ledare och vann betydande framgångar på Balkanhalvön och förenade kejsardömets spridda besittningar till ett sammanhängande område. Mot normandernas kung Roger II av Sicilien sökte han stöd genom förhandlingar med den tysk-romerske kejsaren. Johannes efterträddes av sin son Manuel I Komnenos som var skicklig militär och diplomat men saknade realistiska planer och drömde om att återskapa ett bysantinskt världsimperium, något landet saknade resurser för. Manuels framgångar i Asien mot Seldjukerna och de frankiska furstarna avbröts genom andra korståget. Genom att föra samma politik som sin farfar Alexios lotsade Manuel sitt rike genom stormen. Han lyckades få över sin svåger Konrad III av Tyskland på sin sida. Med hjälp av denne och staten Venedig, som han köpte mot betydande handelsprivilegier bekämpade han Roger II av Sicilien. Liksom sina företrädare sökte han vinna påvens stöd genom att föreslå en union mellan de båda kyrkorna. Konrad III:s efterträdare, Fredrik I Barbarossa blev delvis genom Manuels politiska dubbelspel en ständig motståndare till Bysans. På planerna att undantränga Seldjukerna gjorde det katastrofala nederlaget i slaget vid Myriokefalon 1176 för alltid slut på. Mot fienden norr och söder om Donau hade kejsaren betydande framgångar.
Manuel hade älskat att omge sig med västerlänningar. Dessa "latinare" bildade efter hans död ett politiskt parti. Efter häftiga strider mellan dessa och ett "folkligt" parti tillskansade sig 1183 komnenen Andronikos makten. Han utnyttjade provinsernas bondebefolkning för att bekämpa "latinare" och feodaladel. Under ett angrepp av normanderna 1185 störtades hans styre genom ett uppror. Under de svaga kejsarna av familjen Angelos 1185-1204 gick Bysans alltmer mot sin undergång. Serberna och de nu åter självständiga bulgarerna utbredde sig över norra delen av Balkanhalvön. Under tredje korståget 1189–1192, då Isaac II Angelos slöt förbund med Saladin, ökade misstron mellan öster- och västerländska kristna. Riket började falla sönder, de stora feodalherrarna bildade självständiga furstendömen, "despotat". De på grund av hårda skatter pressade bönderna strömmade över till bulgarer och seldjuker. Venedigs doge, Enrico Dandolo tog ledningen av det fjärde korståget och gjorde det till ett venetianskt rövartåg mot Konstantinopel rakt mot påvens order. Under förevändning av att insätta en landsflyktig prins av huset Angelos som kejsare intog man liksom i förbifarten 1203 Konstantinopel. Genom brand och plundring förstördes stora kulturskatter och riket upplöstes.
Venedig lade under sig öar, kustland, ungefär 3/8 av riket. Övriga deltagare i korståget skulle få lägga under sig övriga delar, av 1/4 bildades Latinska riket. Vissa furstar lät sig dock inte underkasta sig och tre områden förblev självständiga under bysantinskt styre; kejsardömet Nicaea, kejsardömet Trabzon och despotatet Epirus. 

### Rikets sista århundraden och fall

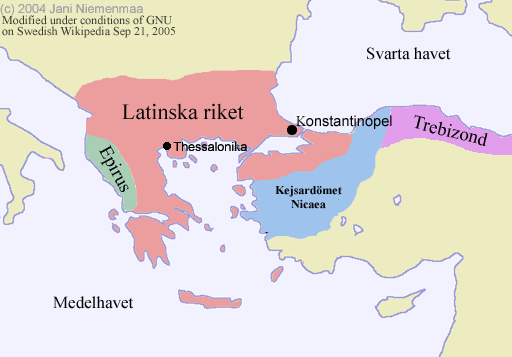
Latinska riket, Kejsardömena Nicaea och Trabzon och despotatet Epirus. Gränserna är mycket osäkra.

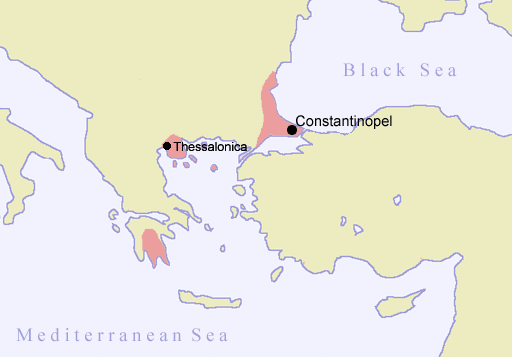
Bystantinska riket omkring 1400.

I Latinska riket ordnades efter västerländska feodala principer. Som främlingar hatade bland lokalbefolkningen var kejsarna maktlösa även gentemot sina "baroner". Endast Henrik av Flandern (1205–1216) lyckades genom personliga ledaregenskaper upprätthålla viss auktoritet. Efter hans död var riket som fortfarande hotades av bulgarerna hemfallet åt inre svaghet. Bland andra västerländska statsbildningar märks hertigdömet Thessalonika, hertigdömet Aten och furstendömet Akaja. Av Venedigs erövringar bildade, utom de handelsplatser och områden som lades direkt under republiken en massa självständiga herredömen, "signorior". De gamla kejsardömets ledande män kom dock att samla sig i Nicaea där de 1206 krönte Theodor I Lascaris till kejsare. Trots striderna med den latinske kejsaren, med Seldjukerna, som dock snart försvagades genom mongolernas anfall, och med de grekiska despotaten i Trabzon (styrt av Komnenerna) och i Epirus (styrt av släkterna Dukas-Angelos) höll sig kejsardömet Nicaea uppe och stärkte sin makt under Theodor Lascaris och hans efterträdare Johannes III Ducas Vatatzes (1222-1254), Theodor II Lascaris (1254-1258) och Mikael VIII Palaiologos (1258–1261).
Despoten av Epirus Theodoros Komnenos Doukas lät efter stora segrar 1225 kröna sig till "kejsare av Thessalonika". Konkurrens mellan honom och kejsaren i Nicaea hindrades den senare att redan nu driva ut den latinske kejsaren. Den bulgariske tsaren, Johannes Asen, som allierade sig än med den ene än med den andre av de grekiska kejsarna och stundom med den latinska kejsaren hindrade någondera från att få överhanden. Men Nicaeas makt växte. 1242 erkände kejsaren av Thessalonika Nicaeas överhöghet. Framgångsrika krig fördes mot Epirus och Bulgarien, och dess inre styrka växte. Särskilt sedan Mikael VIII Palaiologos blivit kejsare växte landets makt. Han allierade sig med Venedigs rival republiken Genua  genom att lova att överlåta handelsprivilegierna på denna stad. Genom en kupp intogs 1261 Konstantinopel. Latinska riket var därmed störtat och Mikael VIII Palaiologos kunde utropa sig till bysantinsk kejsare.
Det återupprättade bysantinska riket var och förblev en småstat, bestående av spridda besittningar i Mindre Asien och på Balkanhalvön. Ansatt av övermäktiga fiender på alla håll kunde riket endast överleva genom dessas splittring. En förutsättning var goda förbindelser med Västerlandet. De religiösa motsättningarna försvårade dock detta. Venedig och Genua avtvingade i det utarmade landet alltmer frikostiga handelsavtal. För att behålla de goda kontakterna med väst underkastade landet sig förödmjukelsen att erkänna västromerska kyrkans överhöghet. Det ledde dock endast till motstånd och konflikter inom den ortodoxa kyrkan utan att för den sakens skull förbättra relationerna med väst. Då turkarna i Asien bildade det Osmanska riket fick landet en fiende de inte kunde mäta sig med. Mikael VIII Palaiologos (1261–1281) visade sig vuxen de stora krav som ställdes på hans militära och politiska förmåga. Mot de grekiska despoterna, mot serberna och bulgarerna, liksom mot de latinska rikena på Balkanhalvön vann an stora framgångar. Påven, Vendig och Karl I av Neapel som även var länsherre i Akaja och arvtagare till de normandiska anspråken på Bysans allierade sig dock för att störta Mikael. Endast för en tid hjälpte det honom att han på mötet i Lyon 1274 erkände påvens överhöghet. Striderna utbröt på nytt och Mikael lyckades besegra Karls trupper i Epirus, liksom trupperna från Venedig och Akaja. Genom att understödja ett uppror på Sicilien, Sicilianska aftonsången, lyckades han störta Karls rike på ön.
Mikaels efterträdare Andronikos II (1282–1328) och Andronikos III (1328–1341) var dock obetydliga regenter och riket försvagades av inre strider. Armén var i upplösning och kejsarna saknade kraft att tygla de legotrupper av vilka de främst bestod. Under denna tid utvecklade serberna, sedan de tagit över makten från bulgarerna en storstat som blev Balkanhalvöns mäktigast rike. Sakta men säkert trängdes de bysantinska trupperna alltmer tillbaka mot Konstantinopel och Thessalonika. I Asien trängde osmanerna fram sedan slutet av 1200-talet, 1338 stod de vid Bosporen. För Johannes V Palaiologos (1341–1391) skulle hans mor, Anna av Savojen, svara för regeringen tills han blev myndig. Men Kantakuzenos, som under Andronikos III utövat ett stort och hälsosamt inflytande, lät utropa sig till kejsare, Johannes VI Kantakouzenos (1341–1355). Ett vilt inbördeskrig utbröt, där båda parternas ledare sökte understöd hos serber, bulgarer och turkar med landet alltmer försvagades. Serbenas stora härskare, Stefan Dušan, lät i Skopje utropa sig till "kejsare över serberna och roméerna". Johannes VI Kantakouzenos, som 1347 intagit Konstantinopel, hade inget annat val för att skydda sitt rika annat än att söka stöd hos turkarna. 1353 kom dessa genom hans stöd över till Europa, där de intog den ena orten efter den andra på Gallipolihalvön och Trakiens kust. På marsch mot Konstantinopel avled Stefan Dušan 1355, den ende som kunde utgöra en balans mot turkarnas makt.
Under Johannes VI Kantakouzenos som formellt delade makten med Johannes V Palaiologos skapades landet av hesykaststriden. Johannes VI Kantakouzenos stödde hesykasterna medan Anna av Savojen och hovet i förbindelse med västerlänningarna stod på motpartiets. På grund av hovets intriger beslutade sig Johannes VI Kantakouzenos 1355 att lägga ned sin regering. Därefter framträdde rikets maktlöshet öppet. Osmanerna erövrade Trakien och dess sultan Murad I gjorde Adrianopel till huvudstad. Därefter vände han sig mot bulgarer och serber och tillintetgjorde det serbiska riket. Förgäves vände sig bysantinarna till Västerlandet för hjälp. I stället utplundrades landet systematiskt av Genua och Venedig som då underhandlingar inte hjälpte genom intriger och ibland öppet våld genomdrev sina krav. Johannes V:s son Manuel II Palaiologos (1391–1425) gjorde de mest förtvivlade försök att rädda riket. Sultan Beyazit I belägrade Konstantinopel. Inte minst genom Manuel intensiva vädjanden började man i Västlandet intressera sig för landets fortlevnad. Sigismund av Ungern ledde en korstågshär mot söder, men Beyazit mötte honom i slaget vid Nikopolis och vann en stor seger. Beyazit blev dock strax därpå själv anfallen av mongolerna under Timur Lenk och besegrad i slaget vid Ankara 1402. Han dog i fångenskap och osmanernas rike var nu under ett par årtionden upplöst och vanmäktigt. Manuel utnyttjade tiden väl, han återställde Bysans överhöghet på Peloponnesos. Han besökte Italien och västra Europa för att söka hjälp hos de kristna stater. Hans förhandlingar strandade dock och under Murad II samlade sig åter osmanerna belägrade 1422 om än förgäves Konstantinopel och intog 1430 Thessalonika. Johannes VIII Palaiologos (1425–1448) delade med sina bröder som självständiga furstar det vid den tiden relativt maktlösa riket. På kyrkomötet i Florens 1439 erkände han i hopp om stöd grekiska kyrkans underkastelse under Rom. Det ledde dock till inbördesstrider för och mot unionen som fortsatte under brodern Konstantin XI Palaiologos.
Då Mehmed II 1453 inledde ett anfall mot staden var Konstantinopels fall snarast givet på förhand. Den lilla, främst av västerlänningar bestående garnisonen höll ut i 8 veckor. 29 maj föll staden som överlämnades till plundring. Den siste bysantinske kejsaren Konstantin XI, dog i striderna på Konstantinopels gator efter att ha skrikit ut "staden har fallit, men jag lever fortfarande" och lett ett sista anfall mot osmanernas intågande trupper.

### Det bysantinska rikets efterföljare
Diverse riken och småstater återstod ur det tidigare östromerska riket vid dess fall 1453. Efter det fjärde korståget 1204 hade flera efterföljande stater bildats till det östromerska riket. Även om romarna lyckades återta huvudstaden Konstantinopel 1261 lyckades de aldrig återta vissa av de andra "östromerska rikena" som hade bildats. Särskilt framträdande var kanske kejsardömet Trabzon, ett eget kejsardöme och dessutom lett av dynastin Komnenos som tidigare härskat över det östromerska riket, som existerade från 1204 till 1461 då osmanerna erövrade riket. Furstendömet Theodoro, ett av många furstendömen i riket Trabzon, existerade självständigt fram till dess osmanska erövring 1475. Despotatet Morea, som härskades över av släktingar till den siste romerska kejsaren Konstantin XI Palaiologos, existerade också som en vassaliserad stat till osmanerna fram till dess erövring 1460. Den sista staten som legitimt kunde betrakta sig själv som en efterföljare till bysantinska riket (och även det romerska kejsardömet) var Despotatet Epirus, en av de stater som (tillsammans med Trabzon och Nicaea) bildats efter det fjärde korståget. Detta rike erövrades slutligen av osmanerna 1479.

#### Anspråk
Mehmet II betraktade sig själv som Östroms rättmätige arvtagare och innan seklet var över hade han gjort Konstantinopel till sin nya huvudstad och erövrat hela Mindre Asien och större delen av Balkan. Samtidigt gjorde Ivan III, storfursten av Moskva, anspråk på kejsartiteln och rollen som den östligt ortodoxa kyrkans beskyddare. Hans sonson, Ivan IV blev den förste tsaren, en titel som kommer från "caesar", och både han och hans efterföljare betraktade Moskva som det tredje Rom, Roms och Konstantinopels rättmätiga arvtagare. Sålunda kom både Osmanska rikets och Rysslands ledare att betrakta sig som bysantinarnas arvtagare ända tills de båda rikena gick under i början av 1900-talet.
Andreas Palaiologos, rättmätig arvtagare till det bysantinska riket enligt normala arvsregler, sålde 1494 sina anspråk på de kejserliga bysantinska (romerska) titlarna till monarkerna i Frankrike och Spanien. Båda dessas ättlingar i rakt nedstigande led går idag ihop i den nuvarande kungen av Spanien, Felipe VI.

#### Den nationella identiteten som "romare"
Den folkgrupp som tidigare levt i det östromerska riket fram till dess fall slutade inte att identifiera sig som romare trots att de talade grekiska och inte latin. De kallade sig fram till en lång tid efteråt "rhomanoi" (=romare) då den romerska perioden var betydligt närmare i tid än antikens Grekland. Det var först under 1800- och 1900-talen som nationalistiska idéer i Grekland (som vid den tiden fortfarande regerades över av osmanerna) mer och mer började grunda sig på det antika Grekland snarare än Östrom. På sätt och vis överlevde den nationella identiteten som "romare" på håll fram tills det tidiga 1900-talet trots att riket hade varit borta nästan 500 år och var på så sätt en av de äldsta nationella identiteterna i världshistorien.
Peter Charanis, född på ön Lemnos i Grekland 1908 och senare professor i bysantinsk historia vid Rutgers University återberättar genom citat i verket Hellenism in Byzantium: The Transformations of Greek Identity and the Reception of the Classical Tradition om när den grekiska flottan under det Första Balkankriget 1912 intog ön Lemnos och den blev en del av Grekland. De grekiska soldaterna skickades ut till byar för att ställa upp sig på allmänna platser för att förmedla att ön nu var grekiskt territorium och barn sprang ut för att se hur grekiska soldater såg ut. "Vad tittar ni på" hade en av soldaterna frågat och fått svaret "på greker" av barnen. "Är ni inte greker själva?" hade soldaten sagt tillbaka och då fått svaret "Nej, vi är romare". Dessa sista få kvarvarande spår av identiteten som "romare" som inte redan hade absorberats in i osmanernas kultur absorberades sedan in i den som existerade i det nya Grekland, vilket innebar slutet för en av världshistoriens mest långlivade nationella identiteter.

## Inflytande över eftervärlden
Bysans hade en avgörande betydelse i överförandet av den klassiska bildningen till både den muslimska och den kristna världen. Dess teologiska inflytande på västerländska tänkare som Thomas av Aquino var betydande. Att Bysans bidrag till den västerländska kulturen undanträngdes under seklerna som följde dess undergång har gjort denna tradition fattigare.
Bysantinska riket kan sägas vara den enda stabila statsbildningen under den europeiska medeltiden, vars period i historien riket själv ofta har fått definiera, 395–1453. Bysans militära och diplomatiska makt utgjorde ett hinder för många av de förödande invasioner som Västeuropa annars skulle lidit av och utgjorde genom sin existens en garanti för att Europa skulle kunna återhämta sig från de så kallade mörka århundradena.
Bysans inflytande inom konst och arkitektur kan knappast överskattas. Dess mest bestående verk består dock i spridandet av den ortodoxa kristendomen, inte bara till Ryssland och andra slaviska folk, utan även till Etiopien, Egypten, Georgien och Armenien.

## Musik
Den bysantinska musiken komponerades till grekiska texter och spelades vid ceremonier, på festivaler och i kyrkan. Grekiska och utländska historiker är överens om att det kyrkliga tonspråket och det allmänna musiksystemet i Bysans är nära relaterade till den grekiska traditionen. Den uppkom i 300-talets Konstantinopel och utvecklades ur den kristna musiken, som har rötter från den judiska hellenistiska musiken. Den bysantinska musiken är enstämmig och till stor del melismatisk, vilket innebär att det är flera toner från samma stavelse. Denna musik lever delvis kvar i den ortodoxa kyrkan.

## Källhänvisningar och referenser
1. ↑  Stephen Williams och J.G.P. Friell, The Rome that did not fall: the survival of the East in the fifth century, CRC Press, 1999, ISBN 0-203-98231-2. Sida 187.
2. ↑  ”Bysantinska riket - Uppslagsverk - NE”. www.ne.se. http://www.ne.se/uppslagsverk/encyklopedi/l%C3%A5ng/bysantinska-riket. Läst 18 maj 2017.
3. ↑  https://ore.exeter.ac.uk/repository/bitstream/handle/10036/30020/TildenP.pdf?sequence=2[död länk]
4. ↑  Hughes, Philip (1949), A History of the Church I (rev ed.), Sheed & Ward.
5. ↑  Grindle, Gilbert (1892) The Destruction of Paganism in the Roman Empire, pp. 29–30
6. ↑  Ostrogorsky 1969, pp. 105–107
7. ↑  Liska, George (1998), "Projection contra Prediction: Alternative Futures and Options"
8. ↑  Expanding Realism: The Historical Dimension of World Politics, Rowman & Littlefield, ISBN 0-8476-8680-9
9. ↑  ”Impact on the Renaissance”. Fall Of Constantinople. http://impactofthefallofconstantinople.weebly.com/impact-on-the-renaissance.html. Läst 18 maj 2017.
10. ↑  Professor Glanville Downey, "Byzantium" was an unbroken continuation of the Roman Empire 29 mars 2008
11. ↑  ”ROMANITY, OR BARBARITY?, PART 1. Our national names, Anastasios Philippides”. http://www.oodegr.com/english/biblia/romiosyni/kef1.htm. Läst 6 maj 2010.
12. ↑  Klein, Holgen A. (2004). "Eastern Objects and Western Desires: Relics and Reliquaries between Byzantium and the West". Dumbarton Oaks Papers. 58: 283–314. doi:10.2307/3591389
13. ↑  R.L. Wolff, "Romania: The Latin Empire of Constantinople". I: Speculum, 23 (1948), sid. 1-34.
14. ↑  Tarasov, Oleg (2004). Icon and Devotion: Sacred Spaces in Imperial Russia. sid. 121. ISBN 1-86189-118-0
15. ↑  Mitchell, Stephen (2007). A History of the Later Roman Empire, AD 284 - 641
16. ↑  Barker, John W. (1966). Justinian and the Later Roman Empire
17. ↑  Dihle, Albrecht (1994). Greek and Latin Literature of the Roman Empire: From Augustus to Justinian
18. 1 2  Världshistorisk atlas, sida 72.
19. ↑  Nikolaos Provatas, The Early Centuries of the Greek Roman East, I.The Foundation of Constantinople and the Adoption of Christianity, Departments of Physics and Mechanical Engineering, University of Illinois at Urbana-Champaign
20. ↑  Cyril Mango. Byzantium: The Empire of New Rome, PEOPLES AND LANGUAGES, p13[död länk], Scribner's, 1980
21. ↑  Clifton R. Fox, Professor of History, WHAT, IF ANYTHING, IS A BYZANTINE?, Tomball College, Tomball TX, USA
22. ↑  Southern, P. The Roman Empire from Severus to Constantine (2001) sidorna 12-13
23. ↑  Arther Ferrill, The Fall of the Roman Empire: The Military Explanation (New York: Thames och Hudson Ltd., 1986).
24. ↑  MacMullen, Ramsay. Constantine. New York: Dial Press, 1969. ISBN 0-7099-4685-6
25. ↑  Carlquist, Gunnar, red (1930). Svensk uppslagsbok. Bd 5. Malmö: Svensk Uppslagsbok AB. sid. 501-502
26. 1 2  Carlquist, Gunnar, red (1930). Svensk uppslagsbok. Bd 5. Malmö: Svensk Uppslagsbok AB. sid. 502
27. ↑  Stephen Williams och J.G.P. Friell, The Rome that did not fall: the survival of the East in the fifth century, CRC Press, 1999, ISBN 0-203-98231-2. Sida 187.
28. 1 2  Carlquist, Gunnar, red (1930). Svensk uppslagsbok. Bd 5. Malmö: Svensk Uppslagsbok AB. sid. 503
29. ↑  Carlquist, Gunnar, red (1930). Svensk uppslagsbok. Bd 5. Malmö: Svensk Uppslagsbok AB. sid. 504–505
30. ↑  Carlquist, Gunnar, red (1930). Svensk uppslagsbok. Bd 5. Malmö: Svensk Uppslagsbok AB. sid. 505
31. ↑  Carlquist, Gunnar, red (1930). Svensk uppslagsbok. Bd 5. Malmö: Svensk Uppslagsbok AB. sid. 505–506
32. ↑  Stefan Zimmer, "Indo-European," i Celtic Culture: An Historical Encyclopedia, sidan 961.
33. ↑  Carlquist, Gunnar, red (1930). Svensk uppslagsbok. Bd 5. Malmö: Svensk Uppslagsbok AB. sid. 506
34. ↑  Carlquist, Gunnar, red (1930). Svensk uppslagsbok. Bd 5. Malmö: Svensk Uppslagsbok AB. sid. 506–507
35. ↑  Carlquist, Gunnar, red (1930). Svensk uppslagsbok. Bd 5. Malmö: Svensk Uppslagsbok AB. sid. 507–508
36. ↑  Carlquist, Gunnar, red (1930). Svensk uppslagsbok. Bd 5. Malmö: Svensk Uppslagsbok AB. sid. 508–509
37. 1 2 3  Carlquist, Gunnar, red (1930). Svensk uppslagsbok. Bd 5. Malmö: Svensk Uppslagsbok AB. sid. 509
38. ↑  Carlquist, Gunnar, red (1930). Svensk uppslagsbok. Bd 5. Malmö: Svensk Uppslagsbok AB. sid. 509–510
39. ↑  Carlquist, Gunnar, red (1930). Svensk uppslagsbok. Bd 5. Malmö: Svensk Uppslagsbok AB. sid. 510
40. ↑  Carlquist, Gunnar, red (1930). Svensk uppslagsbok. Bd 5. Malmö: Svensk Uppslagsbok AB. sid. 510–511
41. ↑  Carlquist, Gunnar, red (1930). Svensk uppslagsbok. Bd 5. Malmö: Svensk Uppslagsbok AB. sid. 511
42. ↑  Carlquist, Gunnar, red (1930). Svensk uppslagsbok. Bd 5. Malmö: Svensk Uppslagsbok AB. sid. 511–512
43. ↑  Carlquist, Gunnar, red (1930). Svensk uppslagsbok. Bd 5. Malmö: Svensk Uppslagsbok AB. sid. 512–513
44. 1 2  Carlquist, Gunnar, red (1930). Svensk uppslagsbok. Bd 5. Malmö: Svensk Uppslagsbok AB. sid. 513
45. ↑  Carlquist, Gunnar, red (1930). Svensk uppslagsbok. Bd 5. Malmö: Svensk Uppslagsbok AB. sid. 513–514
46. ↑  Carlquist, Gunnar, red (1930). Svensk uppslagsbok. Bd 5. Malmö: Svensk Uppslagsbok AB. sid. 514
47. ↑  Carlquist, Gunnar, red (1930). Svensk uppslagsbok. Bd 5. Malmö: Svensk Uppslagsbok AB. sid. 514–515
48. ↑  Carlquist, Gunnar, red (1930). Svensk uppslagsbok. Bd 5. Malmö: Svensk Uppslagsbok AB. sid. 515–516
49. ↑  Carlquist, Gunnar, red (1930). Svensk uppslagsbok. Bd 5. Malmö: Svensk Uppslagsbok AB. sid. 516–517
50. ↑  Carlquist, Gunnar, red (1930). Svensk uppslagsbok. Bd 5. Malmö: Svensk Uppslagsbok AB. sid. 517
51. ↑  Steven Runciman, The Fall of Constantinople (London: Cambridge, 1969).
52. ↑  Kaldellis, Anthony (2008). Hellenism in Byzantium: The Transformations of Greek Identity and the Reception of the Classical Tradition. Cambridge, UK: Cambridge University Press. ISBN 0521876885. Sidorna 42–43
53. ↑  The Columbia Electronic Encyclopedia, 6th ed. 2007 - "Byzantine music"
54. ↑  Ecumenical Patriarchate